# Hertha Berliner Sport-Club 2010-2011
Questa pagina raccoglie i dati riguardanti l'Hertha Berlino nelle competizioni ufficiali della stagione 2010-2011.

## Stagione
Nella stagione 2010-2011 l'Hertha Berlino, allenato da Markus Babbel, concluse il campionato di 2. Bundesliga al 1º posto e fu promosso in Bundesliga. In coppa di Germania l'Hertha Berlino fu eliminato al secondo turno dal Coblenza.

## Rosa
| N. |                        | Ruolo | Calciatore         |
| -- | ---------------------- | ----- | ------------------ |
| 1  | Paesi Bassi (bandiera) | P     | Maikel Aerts       |
| 21 | Germania (bandiera)    | P     | Sascha Burchert    |
| 31 | Germania (bandiera)    | P     | Marco Sejna        |
| 34 | Austria (bandiera)     | P     | Richard Strebinger |
| 4  | Rep. Ceca (bandiera)   | D     | Roman Hubník       |
| 6  | Germania (bandiera)    | D     | Christoph Janker   |
| 2  | Germania (bandiera)    | D     | Christian Lell     |
| 5  | Croazia (bandiera)     | D     | Andre Mijatović    |
| 14 | Germania (bandiera)    | D     | Sebastian Neumann  |
| 15 | Germania (bandiera)    | C     | Sascha Bigalke     |
| 8  | Ungheria (bandiera)    | C     | Pál Dárdai         |
| 20 | Germania (bandiera)    | C     | Patrick Ebert      |
| 25 | Germania (bandiera)    | C     | Lennart Hartmann   |
| 29 | Germania (bandiera)    | C     | Marvin Knoll       |
| 3  | Georgia (bandiera)     | C     | Levan K'obiashvili |

| N. |                        | Ruolo | Calciatore            |
| -- | ---------------------- | ----- | --------------------- |
| 28 | Svizzera (bandiera)    | C     | Fabian Lustenberger   |
| 27 | Stati Uniti (bandiera) | C     | Alfredo Morales       |
| 30 | Germania (bandiera)    | C     | Andreas Neuendorf     |
| 18 | Germania (bandiera)    | C     | Peter Niemeyer        |
| 23 | Kosovo (bandiera)      | C     | Fanol Përdedaj        |
| 10 | Brasile (bandiera)     | C     | Raffael               |
| 12 | Brasile (bandiera)     | C     | Ronny                 |
| 26 | Germania (bandiera)    | C     | Nico Schulz           |
| 35 | Austria (bandiera)     | A     | Marco Djuricin        |
| 17 | Bulgaria (bandiera)    | A     | Valeri Domovčijski    |
| 16 | Canada (bandiera)      | A     | Rob Friend            |
| 19 | Germania (bandiera)    | A     | Pierre-Michel Lasogga |
| 9  | Colombia (bandiera)    | A     | Adrián Ramos          |
| 13 | Australia (bandiera)   | A     | Nikita Rukavytsya     |

## Organigramma societario
Area tecnica
- Allenatore: Markus Babbel
- Allenatore in seconda: Rainer Widmayer
- Preparatore dei portieri: Christian Fiedler
- Preparatori atletici: Henrik Kuchno, David de Mel

## Risultati

### 2. Bundesliga

#### Girone di andata
| Arbitro: | Fritz |

|                                   |           |                |
| Domovčijski 30’ Djuricin 49’, 80’ | Marcatori | 7’, 78’ Lamidi |

| Arbitro: | Hartmann |

|                |           |                            |
| Wellington 81’ | Marcatori | 25’ Friend 30’ Domovčijski |

| Arbitro: | Perl |

|                         |           |              |
| Friend 5’, 79’ Ramos 7’ | Marcatori | 90’ Neuville |

| Arbitro: | Brych |

|          |           |             |
| Kolk 82’ | Marcatori | 2’ Niemeyer |

| Arbitro: | Wingenbach |

|                                                     |           |  |
| Ramos 1’ Rukavytsya 23’ Domovčijski 54’ Raffael 77’ | Marcatori |  |

| Arbitro: | Drees |

|  |           |            |
|  | Marcatori | 59’ Friend |

| Berlino 4 ottobre 2010, ore 20:15 CEST 7ª giornata | Hertha Berlino | 0 – 0 referto | Alemannia Aquisgrana | Olympiastadion (34 762 spett.)\| Arbitro: \| Steinhaus \| |
| Arbitro:                                           | Steinhaus      |               |                      |                                                           |

| Arbitro: | Sippel |

|  |           |           |
|  | Marcatori | 88’ Ramos |

| Arbitro: | Dingert |

|                             |           |  |
| Domovčijski 76’ Raffael 90’ | Marcatori |  |

| Arbitro: | Seemann |

|                                       |           |              |
| Raffael 17’ Domovčijski 52’ Ramos 69’ | Marcatori | 23’ Hartmann |

| Arbitro: | Leicher |

|                    |           |  |
| Krösche 64’ (rig.) | Marcatori |  |

| Arbitro: | Winkmann |

|                  |           |  |
| Lasogga 32’, 69’ | Marcatori |  |

| Arbitro: | Stark |

|                       |           |  |
| Diabang 25’ Adler 76’ | Marcatori |  |

| Arbitro: | Weiner |

|  |           |                      |
|  | Marcatori | 52’ Şahan 85’ Baljak |

| Arbitro: | Rafati |

|           |           |  |
| Lauth 11’ | Marcatori |  |

| Arbitro: | Kinhöfer |

|                                     |           |  |
| K'obiashvili 37’ (rig.) Lasogga 65’ | Marcatori |  |

| Arbitro: | Gagelmann |

|                   |           |                |
| Rafael 71’ (rig.) | Marcatori | 28’ Rukavytsya |

#### Girone di ritorno
| Arbitro: | Aytekin |

|                 |           |                                         |
| Kaya 15’ (rig.) | Marcatori | 7’, 67’ Lasogga 70’ (rig.) K'obiashvili |

| Arbitro: | Rafati |

|                                           |           |                   |
| Ramos 29’, 90’ Rukavytsya 51’ Lasogga 76’ | Marcatori | 21’, 68’ Lambertz |

| Arbitro: | Hartmann |

|           |           |                            |
| Tadić 85’ | Marcatori | 18’ Ronny 39’, 76’ Raffael |

| Arbitro: | Drees |

|            |           |                             |
| Hubník 13’ | Marcatori | 37’ Mosquera 71’ Mattuschka |

| Arbitro: | Wingenbach |

|                  |           |                                                |
| Cristea 41’, 83’ | Marcatori | 47’, 62’, 66’ Raffael 73’, 88’ Ramos 90’ Ronny |

| Arbitro: | Fritz |

|                        |           |                          |
| Lasogga 16’ Hubník 40’ | Marcatori | 26’ Adlung 36’ Hünemeier |

| Arbitro: | Sippel |

|  |           |                                                            |
|  | Marcatori | 10’ Lustenberger 33’, 59’ Ramos 36’ Lasogga 56’ Rukavytsya |

| Arbitro: | Winkmann |

|                                  |           |            |
| Ebert 21’ Hubník 34’ Raffael 82’ | Marcatori | 6’ Mölders |

| Arbitro: | Dingert |

|  |           |                        |
|  | Marcatori | 40’ Ramos 51’ Niemeyer |

| Arbitro: | Welz |

|           |           |             |
| Matip 86’ | Marcatori | 70’ Lasogga |

| Arbitro: | Seemann |

|                           |           |  |
| Lasogga 39’ Mijatović 45’ | Marcatori |  |

| Arbitro: | Perl |

|  |           |                          |
|  | Marcatori | 24’ Niemeyer 87’ Raffael |

| Arbitro: | Hartmann |

|                                 |           |  |
| Lasogga 37’, 56’ Ramos 41’, 89’ | Marcatori |  |

| Arbitro: | Brych |

|  |           |           |
|  | Marcatori | 27’ Ramos |

| Arbitro: | Steuer |

|                  |           |                    |
| Aygün 60’ (aut.) | Marcatori | 63’ Aygün 70’ Buck |

| Arbitro: | Meyer |

|  |           |                      |
|  | Marcatori | 14’ Ramos 44’ Friend |

| Arbitro: | Steinhaus |

|                                     |           |          |
| Lasogga 44’ K'obiashvili 74’ (rig.) | Marcatori | 60’ Hain |

### Coppa di Germania
| Arbitro: | Brych |

|  |           |                      |
|  | Marcatori | 61’ Ramos 74’ Friend |

| Arbitro: | Bandurski |

|                                |           |           |
| Stahl 60’ Steegmann 71’ (rig.) | Marcatori | 88’ Ramos |

## Statistiche

### Statistiche di squadra
| Competizione      | Punti | In casa | In casa | In casa | In casa | In casa | In casa | In trasferta | In trasferta | In trasferta | In trasferta | In trasferta | In trasferta | Totale | Totale | Totale | Totale | Totale | Totale | DR  |
| Competizione      | Punti | G       | V       | N       | P       | Gf      | Gs      | G            | V            | N            | P            | Gf           | Gs           | G      | V      | N      | P      | Gf     | Gs     | DR  |
| ----------------- | ----- | ------- | ------- | ------- | ------- | ------- | ------- | ------------ | ------------ | ------------ | ------------ | ------------ | ------------ | ------ | ------ | ------ | ------ | ------ | ------ | --- |
| 2. Bundesliga     | 74    | 17      | 12      | 2       | 3       | 38      | 16      | 17           | 11           | 3            | 3            | 31           | 12           | 34     | 23     | 5      | 6      | 69     | 28     | +41 |
| Coppa di Germania | -     | 0       | 0       | 0       | 0       | 0       | 0       | 2            | 1            | 0            | 1            | 3            | 2            | 2      | 1      | 0      | 1      | 3      | 2      | +1  |
| Totale            | -     | 17      | 12      | 2       | 3       | 38      | 16      | 19           | 12           | 3            | 4            | 34           | 14           | 36     | 24     | 5      | 7      | 72     | 30     | +42 |

### Andamento in campionato
| Giornata  | 1 | 2 | 3 | 4 | 5 | 6 | 7 | 8 | 9 | 10 | 11 | 12 | 13 | 14 | 15 | 16 | 17 | 18 | 19 | 20 | 21 | 22 | 23 | 24 | 25 | 26 | 27 | 28 | 29 | 30 | 31 | 32 | 33 | 34 |
| --------- | - | - | - | - | - | - | - | - | - | -- | -- | -- | -- | -- | -- | -- | -- | -- | -- | -- | -- | -- | -- | -- | -- | -- | -- | -- | -- | -- | -- | -- | -- | -- |
| Luogo     | C | T | C | T | C | T | C | T | C | C  | T  | C  | T  | C  | T  | C  | T  | T  | C  | T  | C  | T  | C  | T  | C  | T  | T  | C  | T  | C  | T  | C  | T  | C  |
| Risultato | V | V | V | N | V | V | N | V | V | V  | P  | V  | P  | P  | P  | V  | N  | V  | V  | V  | P  | V  | N  | V  | V  | V  | N  | V  | V  | V  | V  | P  | V  | V  |
| Posizione | 5 | 5 | 3 | 4 | 1 | 1 | 1 | 1 | 1 | 1  | 1  | 1  | 2  | 3  | 5  | 2  | 3  | 3  | 1  | 1  | 1  | 1  | 1  | 1  | 1  | 1  | 1  | 1  | 1  | 1  | 1  | 1  | 1  | 1  |

Legenda:

Luogo: C = Casa; T = Trasferta. Risultato: V = Vittoria; N = Pareggio; P = Sconfitta.

### Statistiche dei giocatori
| Giocatore       | 2. Bundesliga | 2. Bundesliga | 2. Bundesliga | 2. Bundesliga | Coppa di Germania | Coppa di Germania | Coppa di Germania | Coppa di Germania | Totale   | Totale | Totale      | Totale     |
| Giocatore       | Presenze      | Reti          | Ammonizioni   | Espulsioni    | Presenze          | Reti              | Ammonizioni       | Espulsioni        | Presenze | Reti   | Ammonizioni | Espulsioni |
| --------------- | ------------- | ------------- | ------------- | ------------- | ----------------- | ----------------- | ----------------- | ----------------- | -------- | ------ | ----------- | ---------- |
| M. Aerts        | 24            | 0             | 0             | 0             | 1                 | 0                 | 0                 | 0                 | 25       | 0      | 0           | 0          |
| S. Burchert     | 3             | 0             | 0             | 0             | -                 | -                 | -                 | -                 | 3        | 0      | 0           | 0          |
| M. Sejna        | 7             | 0             | 0             | 1             | 1                 | 0                 | 0                 | 0                 | 8        | 0      | 0           | 1          |
| R. Strebinger   | -             | -             | -             | -             | -                 | -                 | -                 | -                 | -        | -      | -           | -          |
| R. Hubník       | 31            | 3             | 2             | 1             | 2                 | 0                 | 0                 | 0                 | 33       | 3      | 2           | 1          |
| C. Janker       | 4             | 0             | 0             | 0             | -                 | -                 | -                 | -                 | 4        | 0      | 0           | 0          |
| C. Lell         | 33            | 0             | 6             | 0             | 2                 | 0                 | 0                 | 0                 | 35       | 0      | 6           | 0          |
| A. Mijatović    | 26            | 1             | 3             | 1             | 1                 | 0                 | 0                 | 0                 | 27       | 1      | 3           | 1          |
| S. Neumann      | 11            | 0             | 3             | 0             | 2                 | 0                 | 0                 | 0                 | 13       | 0      | 3           | 0          |
| S. Bigalke      | -             | -             | -             | -             | -                 | -                 | -                 | -                 | -        | -      | -           | -          |
| P. Dárdai       | 1             | 0             | 0             | 0             | -                 | -                 | -                 | -                 | 1        | 0      | 0           | 0          |
| P. Ebert        | 12            | 1             | 4             | 0             | -                 | -                 | -                 | -                 | 12       | 1      | 4           | 0          |
| L. Hartmann     | -             | -             | -             | -             | -                 | -                 | -                 | -                 | -        | -      | -           | -          |
| M. Knoll        | 2             | 0             | 0             | 0             | -                 | -                 | -                 | -                 | 2        | 0      | 0           | 0          |
| L. K'obiashvili | 32            | 3             | 3             | 0             | 2                 | 0                 | 0                 | 0                 | 34       | 3      | 3           | 0          |
| F. Lustenberger | 18            | 1             | 3             | 0             | -                 | -                 | -                 | -                 | 18       | 1      | 3           | 0          |
| A. Morales      | 3             | 0             | 0             | 0             | -                 | -                 | -                 | -                 | 3        | 0      | 0           | 0          |
| A. Neuendorf    | 1             | 0             | 0             | 0             | -                 | -                 | -                 | -                 | 1        | 0      | 0           | 0          |
| P. Niemeyer     | 28            | 3             | 10            | 0             | 2                 | 0                 | 1                 | 0                 | 30       | 3      | 11          | 0          |
| F. Përdedaj     | 16            | 0             | 4             | 0             | 1                 | 0                 | 0                 | 0                 | 17       | 0      | 4           | 0          |
| Raffael         | 30            | 10            | 5             | 0             | 1                 | 0                 | 0                 | 1                 | 31       | 10     | 5           | 1          |
| Ronny           | 22            | 2             | 3             | 0             | 1                 | 0                 | 0                 | 0                 | 23       | 2      | 3           | 0          |
| N. Schulz       | 21            | 0             | 3             | 0             | 2                 | 0                 | 0                 | 0                 | 23       | 0      | 3           | 0          |
| M. Djuricin     | 9             | 2             | 0             | 0             | -                 | -                 | -                 | -                 | 9        | 2      | 0           | 0          |
| V. Domovčijski  | 20            | 5             | 1             | 0             | 2                 | 0                 | 0                 | 0                 | 22       | 5      | 1           | 0          |
| R. Friend       | 25            | 5             | 3             | 0             | 2                 | 1                 | 1                 | 0                 | 27       | 6      | 4           | 0          |
| P. Lasogga      | 25            | 13            | 5             | 0             | 1                 | 0                 | 0                 | 0                 | 26       | 13     | 5           | 0          |
| A. Ramos        | 33            | 15            | 2             | 1             | 2                 | 2                 | 0                 | 0                 | 35       | 17     | 2           | 1          |
| N. Rukavytsya   | 31            | 4             | 2             | 0             | 1                 | 0                 | 0                 | 0                 | 32       | 4      | 2           | 0          |
| Kaká            | 1             | 0             | 0             | 0             | -                 | -                 | -                 | -                 | 1        | 0      | 0           | 0          |